# Borough of Tewkesbury
Tewkesbury ist ein Verwaltungsbezirk mit dem Status eines Borough in der Grafschaft Gloucestershire in England. Verwaltungssitz ist Tewkesbury; weitere bedeutende Orte sind Ashchurch, Bishop’s Cleeve und Winchcombe. Der Bezirk umfasst im Wesentlichen die ländliche Umgebung nördlich der Städte Cheltenham und Gloucester. Darüber hinaus auch mit den Dörfern Churchdown, Innsworth und anderen den dichter besiedelten, suburbanen Bereich zwischen genannten Großstädten. Hier liegen unter anderem größere Einkaufsmärkte (Baumärkte, Tesco-Supermärkte, Autohäuser usw.) sowie Wohnbausiedlungen im unmittelbaren Einzugsbereich dieser Städte.
Der Borough entspricht hinsichtlich Einwohnerzahl und Fläche und z. T. auch hinsichtlich der Funktionen einem kleineren Landkreis in Deutschland. Hierbei ähnelt er in gewisser Hinsicht einem typischen Kragenkreis, wobei im Unterschied zu klassischen Kragenkreisen, sogar das Umland zweier Großstädte in einer Gebietskörperschaft zusammengefasst sind.

Tewkesburys innere administrative Gliederung (Städte und Gemeinden)

Der Bezirk wurde am 1. April 1974 gebildet und entstand aus der Fusion des Municipal Borough Tewkesbury, des Rural District Cheltenham und eines Teils des Rural District Gloucester. Er unterhält eine Partnerschaft mit dem Landkreis Miesbach in Oberbayern.
Koordinaten: 52° 0′ N, 2° 10′ W